# Savvas Gkentsoglou
Savvas Gkentsoglou (in greco: Σάββας Γκέντσογλου, a volte traslitterato come Savvas Gentsoglou; Alessandropoli, 19 settembre 1990) è un ex calciatore greco, di origini turche, di ruolo centrocampista.

## Biografia
Suo padre Gökhan Gençoğlu (poi ellenizzato in Gkentsoglou) è turco di padre e greco di madre, sua madre Athina viene invece dalla Tessaglia.

## Caratteristiche tecniche
Gioca come mediano. È dotato di forte grinta e temperamento nonché molto abile in fase di interdizione.. Durante la sua permanenza alla Sampdoria gli è stato riconosciuto più volte il premio scarpetta.

## Carriera

### Club

#### Gli anni nelle giovanili
La sua carriera da calciatore inizia nel 2005 quando viene acquistato dall'AEK Atene per militare nelle divisioni giovanili del club greco. Nel luglio del 2007, dopo due stagioni trascorse con i Kitrinomavri, si svincola dal club per accasarsi al Panachaiki. L'esperienza nella nuova squadra dura sei mesi: dopo aver giocato 12 partite e aver segnato una rete con la formazione giovanile, si trasferisce infatti al Niki Volos, dove gioca 14 partite con la massima formazione giovanile.

#### AEK Atene
Dopo sei mesi trascorsi con i biancoazzurri, l'AEK Atene decide di riacquistare il calciatore per inserirlo nella prima squadra. Il suo debutto da calciatore professionista è datato 26 aprile 2009 quando, giocando nel ruolo di difensore centrale, subentra a Tam Nsaliwa nell'incontro disputato contro l'Ergotelis..
Nella stagione 2009-2010 gioca nel suo ruolo naturale, quello di mediano. Durante il corso della stagione mette a segno la sua prima rete nella partita contro il Kavala, e si ripete il 10 gennaio 2010 nella partita contro l'Atromitos. A fine stagione totalizza 20 presenze nella campionato greco con all'attivo 2 reti e 4 presenze in Europa League.
Nel campionato successivo diventa un titolare della formazione ellenica. Durante un allenamento svolto dopo la partita contro lo Xanthi si procura una lacerazione del legamento del ginocchio che lo costringe ad abbandonare i campi da gioco per oltre un mese. Conclude così la stagione con 16 presenze nel campionato greco, 6 in Europa League e una in Coppa di Grecia.
Nella stagione 2011-2012 gioca quasi tutte le partite del precampionato e le prime 4 del campionato da titolare, fino a quando nel novembre 2011 viene messo fuori squadra a causa di divergenze con il club greco sul rinnovo del contratto, in scadenza nel giugno 2012.

#### Sampdoria e il prestito a Livorno
Il 19 gennaio 2012 viene acquistato a titolo definitivo dalla società italiana della Sampdoria, senza mai scendere in campo per la rimanente parte della Serie B 2011-2012. È il primo giocatore greco a vestire la maglia blucerchiata
Il 13 agosto 2012 viene ceduto in prestito, con accordo di opzione della partecipazione e contro-opzione a favore della Sampdoria, al Livorno, in Serie B. Debutta con gli amaranto e nella serie cadetta il 3 settembre seguente nella vittoria interna per 3-2 sul Padova, subentrando all'81' ad Alessandro Lambrughi. Termina la sua seconda stagione in Italia disputando 30 presenze della Serie B e 4 dei play-off, conquistando la promozione in Serie A.
Il 21 giugno 2013 la Sampdoria esercita la contro-opzione relativa ai diritti sportivi del calciatore; così facendo Gkentsoglou torna alla società blucerchiata.
Il 6 ottobre seguente esordisce in Serie A e con la maglia dei blucerchiati, giocando dal primo minuto la partita Sampdoria-Torino (2-2).

#### Spezia, Ergotelis, Bari e Hajduk Spalato
Il 21 gennaio 2014 la Sampdoria comunica di aver ceduto a titolo temporaneo, con opzione di riscatto a titolo definitivo, allo Spezia i diritti sportivi del calciatore. Quattro giorni dopo, in Cittadella-Spezia 1-2, Savvas gioca dal primo minuto la sua prima partita con la maglia degli Aquilotti. Termina la sua mezza stagione a La Spezia con 11 presenze in Campionato ed una partita dei play-off (persi ai preliminari contro il Modena).
Il 29 agosto 2014 la Sampdoria comunica la cessione a titolo definitivo all'Ergotelis; così facendo Savvas ritorna in Grecia per giocare nuovamente nella Souper Ligka Ellada.
Il 23 giugno 2015 torna in Italia firmando un contratto triennale con il Bari. Termina la stagione piazzandosi al 5º posto in classifica e perdendo i play-off per la serie A contro il Novara.
Dopo una stagione tra i biancorssi e con 12 presenze all'attivo, il 9 agosto 2016 il Bari comunica di aver ceduto in prestito il giocatore alla squadra croata del Hajduk Spalato.
Il 27 giugno 2017 terminato il prestito, rescinde il suo contratto con il Bari, firmando un contratto di due anni con la squadra croata del Hajduk Spalato.

### Nazionale
Il 20 settembre 2006 debutta in Under-17 nella partita Grecia-Austria (2-1) mettendo a segno il gol del momentaneo vantaggio; prende poi parte ad altre cinque amichevoli.
Nel 2007 entra a far parte dell'Under-19 che nel luglio dello stesso anno si classifica seconda all'Europeo di categoria.
Con l'Under-21 debutta il 19 novembre 2008 nella partita contro la Svizzera. Dal 2011 diventa capitano dell'Under-21 che prende parte alle qualificazione per l'Europeo 2011 e per l'Europeo 2013.
Nell'agosto 2010 viene convocato dalla Nazionale maggiore per l'amichevole post-mondiale contro la Serbia, senza riuscire a esordire.

## Statistiche

### Presenze e reti nei club
Statistiche aggiornate al 30 giugno 2018.
| Stagione              | Squadra               | Campionato            | Campionato | Campionato | Coppe nazionali | Coppe nazionali | Coppe nazionali | Coppe continentali | Coppe continentali | Coppe continentali | Altre coppe | Altre coppe | Altre coppe | Totale | Totale |
| Stagione              | Squadra               | Comp                  | Pres       | Reti       | Comp            | Pres            | Reti            | Comp               | Pres               | Reti               | Comp        | Pres        | Reti        | Pres   | Reti   |
| --------------------- | --------------------- | --------------------- | ---------- | ---------- | --------------- | --------------- | --------------- | ------------------ | ------------------ | ------------------ | ----------- | ----------- | ----------- | ------ | ------ |
| 2008-2009             | AEK Atene             | SL                    | 1+4        | 0          | CG              | 0               | 0               | CU                 | 0                  | 0                  | -           | -           | -           | 5      | 0      |
| 2009-2010             | AEK Atene             | SL                    | 13+3       | 2          | CG              | 0               | 0               | UEL                | 4                  | 0                  | -           | -           | -           | 20     | 2      |
| 2010-2011             | AEK Atene             | SL                    | 15+1       | 0          | CG              | 1               | 0               | UEL                | 6                  | 0                  | -           | -           | -           | 23     | 0      |
| 2011-gen. 2012        | AEK Atene             | SL                    | 4          | 0          | CG              | 0               | 0               | UEL                | 4                  | 0                  | -           | -           | -           | 8      | 0      |
| Totale AEK Atene      | Totale AEK Atene      | Totale AEK Atene      | 33+8       | 2          |                 | 1               | 0               |                    | 14                 | 0                  |             | -           | -           | 56     | 2      |
| gen.-giu. 2012        | Sampdoria             | B                     | 0          | 0          | CI              | -               | -               | -                  | -                  | -                  | -           | -           | -           | 0      | 0      |
| 2012-2013             | Livorno               | B                     | 30+4       | 0          | CI              | 1               | 0               | -                  | -                  | -                  | -           | -           | -           | 35     | 0      |
| 2013-gen. 2014        | Sampdoria             | A                     | 5          | 0          | CI              | 1               | 0               | -                  | -                  | -                  | -           | -           | -           | 6      | 0      |
| gen.-giu. 2014        | Spezia                | B                     | 11+1       | 0          | CI              | -               | -               | -                  | -                  | -                  | -           | -           | -           | 12     | 0      |
| 2014-2015             | Ergotelīs             | SL                    | 26         | 0          | CG              | 0               | 0               | -                  | -                  | -                  | -           | -           | -           | 26     | 0      |
| 2015-2016             | Bari                  | B                     | 12         | 0          | CI              | 1               | 0               | -                  | -                  | -                  | -           | -           | -           | 13     | 0      |
| 2016-2017             | Hajduk Spalato        | PL                    | 24         | 0          | CC              | 2               | 0               | UEL                | 2                  | 0                  | -           | -           | 28          | 0      |        |
| 2017-2018             | Hajduk Spalato        | PL                    | 24         | 2          | CC              | 4               | 0               | UEL                | 6                  | 0                  | -           | -           | 34          | 2      |        |
| Totale Hajduk Spalato | Totale Hajduk Spalato | Totale Hajduk Spalato | 48         | 2          |                 | 6               | 0               |                    | 8                  | 0                  |             | -           | -           | 62     | 2      |
| Totale carriera       | Totale carriera       | Totale carriera       | 170        | 5          |                 | 10              | 0               |                    | 22                 | 0                  |             | -           | -           | 202    | 5      |

## Palmarès

### Club

#### Competizioni nazionali
- Coppa di Grecia: 1

AEK Atene: 2010-2011
- Campionato cipriota: 1

APOEL: 2018-2019
- Supercoppa di Cipro: 1

APOEL: 2019